# 메나돈 (수궁류)
메나돈(Menadon)은 트라이아스기 후기 마다가스카르에 살았던 키노돈트이다. 모식종이자 현재 유일한 종은 메나돈 베사이리이(Menadon M. besairiei)이다. 메나돈의 화석 마다가스카르의 마케이 지층(Makay Formation)에서 처음으로 발견되었으며 나중에는 브라질 히우그란지두술주의 산타 마리아 층(Santa Maria Formation)에서도 발견되었다.